# Drážovce
Drážovce es un municipio del distrito de Krupina en la región de Banská Bystrica, Eslovaquia, con una población estimada a final del año 2024 de 117 habitantes.
Se encuentra ubicado al oeste de la región, sobre los montes Centrales Eslovacos (Cárpatos occidentales), a poca distancia al sur del río Hron —un afluente izquierdo del Danubio— y al este de la región de Nitra.

## Demografía
| Año        | 1994 | 2004    | 2014     | 2024     |
| ---------- | ---- | ------- | -------- | -------- |
| Población  | 127  | 120     | 145      | 117      |
| Diferencia |      | −5,51 % | +20,83 % | −19,31 % |

| Año        | 2023 | 2024 |
| ---------- | ---- | ---- |
| Población  | 117  | 117  |
| Diferencia |      | +0 % |